# Jeges Ernő könyvillusztrációinak listája
Az alábbi oldal Jeges Ernő könyvillusztrációit gyűjti listába.

## Bevezetés
Jeges Ernő (1898–1956) a 20. század első felének jelentős festője volt. Emellett azonban – kortársaihoz hasonlóan – több más munkát, így könyvek illusztrálását is alkalmanként elvállalta. Könyvillusztrátori munkássága még nem került részletes feldolgozásra, így az alábbi lista a források hiányossága miatt vélhetően nem teljes.

## A lista
| Szerző                               | Cím | Kiadó                                          | Kiadási hely | Kiadási év    | Oldalszám | Megjegyzés                                              |
| ------------------------------------ | --- | ---------------------------------------------- | ------------ | ------------- | --------- | ------------------------------------------------------- |
| Szép Ernő                            | Emlék | Pallas Irodalmi és Nyomdai R. T.               | Budapest     | 1918          | 210       | borító                                                  |
| Kaffka Margit                        | Kis emberek barátocskáim | Pallas Irodalmi és Nyomdai R. T.               | Budapest     | 1918          | 193       | borító + fekete-fehér rajzok                            |
| Hatvany Lajos                        | Agg Kossuth levelei egy fiatal leányhoz | Pallas Irodalmi és Nyomdai Részvénytársaság    | Budapest     | 1919          | 218       | borító                                                  |
| Ady Endre                            | A halottak élén | Pallas Irodalmi és Nyomdai Részvénytársaság    | Budapest     | 1919          | 202       | borító                                                  |
| Hatvany Lajos                        | Feleségek felesége. Petőfi, mint vőlegény | Pallas Irodalmi és Nyomdai Részvénytársaság    | Budapest     | 1919          | 354       | fekete-fehér rajzok                                     |
| Ady Endre                            | A minden titkok verseiből | Pallas Irodalmi és Nyomdai Részvénytársaság    | Budapest     | 1919          | 134       | borító                                                  |
| Ady Endre                            | A minden titkok versei | Pallas Irodalmi és Nyomdai Részvénytársaság    | Budapest     | 1920-as évek? |           | borító                                                  |
| Ady Endre                            | A menekülő élet | Pallas Irodalmi és Nyomdai Részvénytársaság    | Budapest     | 1920-as évek? |           | borító                                                  |
| Ady Endre                            | Az Illés szekerén | Pallas Irodalmi és Nyomdai Részvénytársaság    | Budapest     | 1923          | 175       | borító                                                  |
| Földi Mihály                         | Szahara I-II. | Nyugat                                         | Budapest     | 1920          | 438+405   | borító                                                  |
| Harsányi Zsolt                       | A féltékeny költő. Kuplék, dalok, sanzonok | Pallas Irodalmi és Nyomdai Részvénytársaság    | Budapest     | 1920          | 143       | borító                                                  |
| Környey Zoltán                       | Szerelem és halál. Versek | Lantos Rt.                                     | Budapest     | 1920-as évek  | 104       | borító + fekete-fehér rajzok (Nemzeti Könyvtár sorozat) |
| szerk. Beke Manó                     | A technika világa (2. kiadás) | Athenaeum Irodalmi és Nyomdai Részvénytársulat | Budapest     | 1920-as évek  | 836       | néhány fejezetdísznél J. E. szignója                    |
| Kemény Simon                         | Igy élem a világom | Athenaeum Irodalmi és Nyomdai Rt.              | Budapest     | 1922          | 88        | borító                                                  |
| Rhoden Emmy                          | Makranczos Erzsike – Regény fiatal leányok számára (ford. Roboz Andor)                                                                                             | Athenaeum Irodalmi és Nyomdai Rt.              | Budapest     | 1922          | 280       | borító + fekete-fehér rajzok                            |
|                                      | Jeges Ernő Eleven ABC-je | Pallas                                         | Budapest     | 1926          | 25        | borító + színes rajzok                                  |
|                                      | Az élet könyve IV. kötet | Központi Sajtóvállalat                         | Budapest     | 1926          | 318       | borító                                                  |
| Sam Scoville                         | Az inkák smaragdja. Kalandos regény az ifjuság számára | Pallas Irodalmi és Nyomdai Rt.                 | Budapest     | 1926          | 200       | borító (Ifjúsági könyvtár-sorozat)                      |
| Haraszthy Ágoston                    | Tizenöt hét indiánok közt | Pallas Irodalmi és Nyomdai Rt.                 | Budapest     | 1926          | 127       | borító (Ifjúsági könyvtár-sorozat)                      |
| Horváth János                        | Petőfi Sándor | Pallas Irodalmi és Nyomdai Rt.                 | Budapest     | 1926          | 597       | borító (reprint: 1989)                                  |
| Mayne-Reid                           | A fiatal utazók | Révai Kiadás                                   | Budapest     | 1928          | 165       | borító + fekete-fehér és színes rajzok                  |
| szerk. Kosztolányi Dezső             | Vérző Magyarország. Magyar írók Magyarország területéért | k. n.                                          | Budapest     | 1928          | 236       | borító + fekete-fehér rajzok                            |
| Milotay István                       | Egy halálra itélt nemzet | Fővárosi Nyomda Rt.                            | Budapest     | 1929          | 160       | fekete-fehér rajzok, Márton Ferenccel közösen           |
| Wass Albert                          | Egyedül a világ ellen | Stádium Sajtóvállalat Részvénytársaság         | Budapest     | 1943          | 60        | borító + fekete-fehér rajzok (Nemzeti Könyvtár sorozat) |
| György László                        | A vén garabonciás | Stádium Sajtóvállalat Részvénytársaság         | Budapest     | 1943          | 99        | borító + fekete-fehér rajzok (Nemzeti Könyvtár sorozat) |
| Upton Sinclair, Kerekesházy József   | Letünt világ / A trianoni béketárgyalások magyar szemmel. Tanulmány                                                                                                | Stádium Sajtóvállalat Részvénytársaság         | Budapest     | 1943          | 95        | borító + fekete-fehér rajzok (Nemzeti Könyvtár sorozat) |
| Asztalos Miklós                      | Felszáll a sas. Történelmi regény a leghőslelkűbb magyar anyának, Zrinyi Ilonának boldog emlékezetére, születésének 300 éves fordulójára / Tanulmány: Zrínyi Ilona | Stádium Sajtóvállalat Részvénytársaság         | Budapest     | 1943          | 64        | borító + fekete-fehér rajzok (Nemzeti Könyvtár sorozat) |
| Tarczai György                       | Dönk vitéz Rómában | Stádium Sajtóvállalat Részvénytársaság         | Budapest     | 1944          | 64        | borító + fekete-fehér rajzok (Nemzeti Könyvtár sorozat) |
| Markó Árpád                          | Elfelejtett magyar hadvezérek. Regényes életrajzok/VI. évfolyam 143-144. sz. / Tanulmány: A magyar kultúrpolitika (Györffy István)                                 | Stádium Sajtóvállalat Részvénytársaság         | Budapest     | 1944          | 128       | borító + fekete-fehér rajzok (Nemzeti Könyvtár sorozat) |
| Szemere György                       | Andris csillaga | Stádium Sajtóvállalat Részvénytársaság         | Budapest     | 1940-es évek  | 63        | borító + fekete-fehér rajzok (Nemzeti Könyvtár sorozat) |
| Wass Albert                          | Egyedül, a világ ellen | Stádium Sajtóvállalat Részvénytársaság         | Budapest     | 1940-es évek  | 62        | borító + fekete-fehér rajzok (Nemzeti Könyvtár sorozat) |
| Dömötör Sándor                       | Hetedhét országon túl... / A Felvidék és Kárpátalja felépítése az új magyar nemzetiségi politika vonal. Magyar népmesék magyarázatokkal                            | Stádium Sajtóvállalat Részvénytársaság         | Budapest     | 1940-es évek  | 64        | borító + fekete-fehér rajzok (Nemzeti Könyvtár sorozat) |
| Barsy Irma                           | Emberek a Viola-utcában | Stádium Sajtóvállalat Részvénytársaság         | Budapest     | 1940-es évek  | 63        | borító + fekete-fehér rajzok (Nemzeti Könyvtár sorozat) |
| szerk. Hankiss János és Novágh Gyula | Fényjelek. Előadások a magyar föld és magyar ember problémáiról | Magyar Népművelők Társasága                    | Budapest     | 1940          | 128       |                                                         |
| szerk. Péczely Attila                | 103 magyar népdal | Magyar Kórus                                   | Budapest     | 1943          | 128       |                                                         |
| Török Gyula                          | A Rozál lánya. Novellák | Stádium Sajtóvállalat Részvénytársaság         | Budapest     | 1944          | 64        | borító + fekete-fehér rajzok (Nemzeti Könyvtár sorozat) |
| Bányai Irén                          | A janicsárok gyöngye. Ifjúsági regény | Palladis R. T.                                 | Budapest     | é. n.         | 164       | borító + fekete-fehér rajzok                            |
| Móricz Zsigmond                      | Bor, szerelem, bánat. Elbeszélések | Athenaeum Irodalmi és Nyomdai Rt.              | Budapest     | é. n.         | 203       | borító                                                  |
|                                      | Paletta | Jelen Könyvkiadó                               | Budapest     | é. n.         | 189       | borító                                                  |
| Nógrády László                       | Jómadarak. Egy diák emlékiratai – Ifjusági regény | Pallas Irodalmi és Nyomdai Rt.                 | Budapest     | é. n.         | 160       | fekete-fehér rajzok                                     |
| Jonathan Swift                       | Gulliver utazásai I-II. | Pallas Irodalmi és Nyomdai Rt.                 | Budapest     | é. n.         | 160       | fekete-fehér rajzok (Tündérvásár könyvtára-sorozat)     |
| Sam Scoville                         | A kék gyöngy. Kalandos regény az ifjuság számára | Pallas Irodalmi és Nyomdai Rt.                 | Budapest     | é. n.         | 207       | borító (Ifjúsági könyvtár-sorozat)                      |
| Sam Scoville                         | Cserkészek a vadonban. Kalandos regény az ifjuság számára | Pallas Irodalmi és Nyomdai Rt.                 | Budapest     | é. n.         | 176       | borító (Ifjúsági könyvtár-sorozat)                      |
| Sam Scoville                         | A vörös gyémánt. Kalandos regény az ifjuság számára | Pallas Irodalmi és Nyomdai Rt.                 | Budapest     | é. n.         | 176       | borító (Ifjúsági könyvtár-sorozat)                      |
| Mark Twain                           | Tamás urfi kalandjai | Pallas Irodalmi és Nyomdai Rt.                 | Budapest     | é. n.         | 183       | borító (Ifjúsági könyvtár-sorozat)                      |
| Wass Samu                            | Wass Samu gróf utazása Nyugat-Indiában | Pallas Irodalmi és Nyomdai Rt.                 | Budapest     | é. n.         | 173       | borító (Ifjúsági könyvtár-sorozat)                      |
| Magyar László                        | Magyar László utazása a délafrikai Bihé országba | Pallas Irodalmi és Nyomdai Rt.                 | Budapest     | é. n.         | 134       | borító (Ifjúsági könyvtár-sorozat)                      |